# Des murs et des hommes
Des murs et des hommes es un documental de 2013 dirigido por Dalila Ennadre.

## Sinopsis
Una voz que encarna la antigua medina de Casablanca cuenta las historias de los habitantes que viven dentro de sus muros.

## Festivales, premios y reconocimientos
- 2014 : Panorama des Cinémas du Maghreb et du Moyen-Orient (PCMMO)[5]
- 2014 : Festival Internacional de Cine de Dubái (DIFF)
- 2014: 6.º Festival Internacional de Cine Documental (FIDADOC) (galardonado con el Gran Premio TV 2M)[6][7]